# LL Весов
LL Весов (лат. LL Librae) — одиночная переменная звезда в созвездии Весов на расстоянии (вычисленном из значения параллакса) приблизительно 13814 световых лет (около 4235 парсеков) от Солнца. Видимая звёздная величина звезды — от +14,5m до +13,2m.

## Характеристики
LL Весов — пульсирующая переменная звезда типа RR Лиры (RRAB).